# Шукеев, Умирзак Естаевич
Умирзак Естаевич Шукеев (каз. Өмірзақ Естайұлы Шөкеев; род. 12 марта 1964, Туркестан, Казахстан) — казахстанский политический деятель, аким Туркестанской области (26 февраля 2019 — 30 августа 2022), бывший заместитель премьер-министра Республики Казахстан, министр сельского хозяйства Республики Казахстан, председатель правления АО «Самрук-Казына» (2011—2017), первый заместитель премьер-министра Республики Казахстан (2009—2011), аким города Астаны (2004—2006), кандидат экономических наук.

## Биография
- Родился 12 марта 1964 года в городе Туркестане. Происходит из рода сикым племени дулат Старшего жуза[2].
- В 1986 году окончил Московский экономико-статистический институт, экономист-математик.
- В 1986—1988 годах работал младшим научным сотрудником НИИ АСПУ при Госплане КазССР.
- В 1988—1991 годах аспирант МЭСИ.
- В 1990 году родилась дочь, Нурбала.
- В 1991—1992 годах ведущий научный сотрудник НИИ АСПУ.
- В 1992—1993 годах консультант Высшего экономического совета при президенте РК.
- В 1993 году заместитель заведующего отделом финансов и труда Аппарата президента и Кабинета министров РК.
- В 1993—1995 годах заместитель главы администрации, акима Южно-Казахстанской области.
- В 1996 году — родилась дочь Нургуль.
- С ноябрь 1995 март 1997 года министр экономики РК.
- С марта по октябрь 1997 года — министр экономики и торговли РК.
- С июля по октябрь 1997 года заместитель премьер-министра РК (курировал вопросы макроэкономики, оперативного функционирования промышленности, торговли, транспорта, энергетики, науки, отношений со странами СНГ).
- С октября 1997 по апрель 1998 года председатель правления ЗАО «Банк Туран-Алем» БТА Банк.
- С апреля по август 1998 года заместитель руководителя Администрации президента РК.
- С августа 1998 по март 2004 года аким Костанайской области.
- С февраля по ноябрь 1997 года член Высшего экономического совета при президенте РК,
- С ноября 1997 по август 1998 года член Национального совета по устойчивому развитию РК
- С марта по декабрь 1997 года председатель наблюдательного совета ЗАО "ННК «Казахойл».
- В 2000 году родился сын, Нурасыл.
- С марта 2004 года аким города Астаны.
- В сентябре 2006 года назначен акимом Южно-Казахстанской области.
- В августе 2007 года — заместитель премьер-министра Республики Казахстан.
- 3 марта 2009 года Указом главы государства назначен Первым заместителем премьер-министра Республики Казахстан
- Указом президента Казахстана от 11 апреля 2011 года вновь назначен первым заместителем премьер-министра Республики Казахстан[3].
- 26 декабря 2011 года — назначен председателем правления АО «Самрук-Казына»[4].
- 15 декабря 2017 года — назначен вице-премьером, министром сельского хозяйства РК[5][6].
- С 26 февраля 2019 по 30 августа 2022 года занимал должность акима Туркестанской области[7][8].

## Награды
Награды Казахстана
| Страна              | Дата                | Награда                                                               | Награда                                                               |
| ------------------- | ------------------- | --------------------------------------------------------------------- | --------------------------------------------------------------------- |
| Казахстан           | 2000                | Кавалер ордена Парасат                                                | Кавалер ордена Парасат                                                |
| Казахстан           | 12 декабря 2005     | Орден «Первого Президента Республики Казахстан Нурсултана Назарбаева» | Орден «Первого Президента Республики Казахстан Нурсултана Назарбаева» |
| Казахстан / Шымкент | 25 октября 2007     | Почётный гражданин города Шымкента                                    | Почётный гражданин города Шымкента                                    |
| Казахстан           | 2008                | Юбилейная медаль «10 лет Астане»                                      | Юбилейная медаль «10 лет Астане»                                      |
| Казахстан           | 13 декабря 2012     | Кавалер ордена «Барыс» 3 степени                                      | Кавалер ордена «Барыс» 3 степени                                      |
| Казахстан           | 2018                | Юбилейная медаль «20 лет Астане»                                      | Юбилейная медаль «20 лет Астане»                                      |
| Казахстан / Астана  | —                   | Почётный гражданин города Астаны                                      | Почётный гражданин города Астаны                                      |
| Казахстан           | 2 декабря 2021 года | Кавалер ордена «Барыс» 1 степени                                      | Кавалер ордена «Барыс» 1 степени                                      |

Награды иностранных государств
| Страна                                         | Дата вручения   | Награда                                                                  | Награда                                                                  | Литеры |
| ---------------------------------------------- | --------------- | ------------------------------------------------------------------------ | ------------------------------------------------------------------------ | ------ |
| Украина                                        | 4 февраля 2004  | Почётная грамота Кабинета Министров Украины                              | Почётная грамота Кабинета Министров Украины                              |        |
| Совет глав государств СНГ                      | 3 сентября 2011 | Грамота Содружества Независимых Государств                               | Грамота Содружества Независимых Государств                               |        |
| Беларусь                                       | 27 февраля 2015 | Кавалер ордена Дружбы народов                                            | Кавалер ордена Дружбы народов                                            |        |
| Высший совет Евразийского экономического союза | 8 мая 2015      | Медаль «За вклад в создание Евразийского экономического союза» 1 степени | Медаль «За вклад в создание Евразийского экономического союза» 1 степени |        |